# 感光层

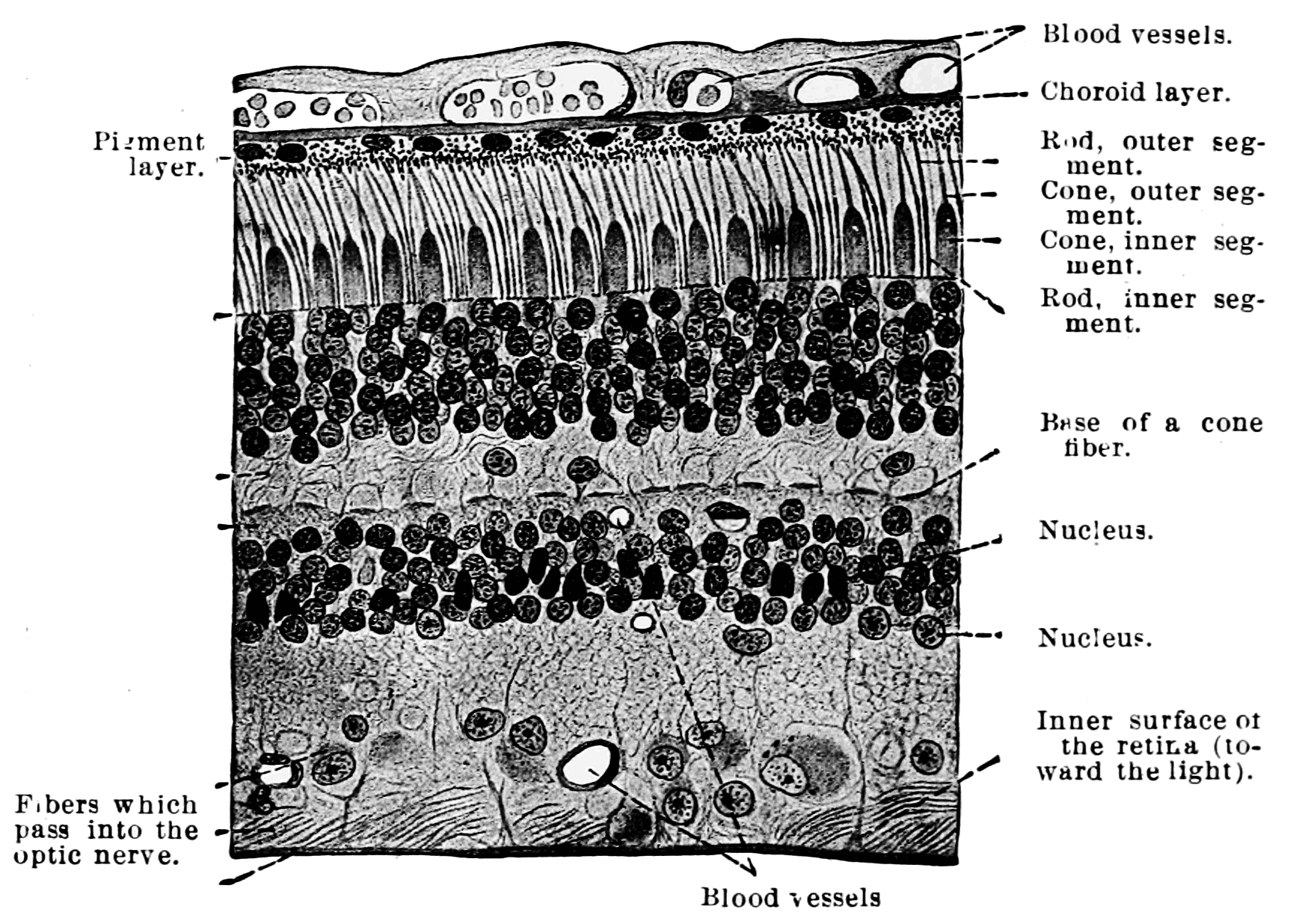
视网膜纵切面

即视网膜中的视杆视锥细胞层，又称雅各布膜（Jacob's membrane），由两种细胞组成，即视杆细胞和视锥细胞。除视网膜黄斑区外，前者在数量上远较后者为多。